# Protomystides mariaensis
Protomystides mariaensis är en ringmaskart som beskrevs av Blake 1992. Protomystides mariaensis ingår i släktet Protomystides och familjen Phyllodocidae. Inga underarter finns listade i Catalogue of Life.